# Gare de Nagaoka
La gare de Nagaoka (長岡駅, Nagaoka-eki) est une gare ferroviaire de la ville de Nagaoka, dans la préfecture de Niigata au Japon. Elle est desservie par la ligne Shinkansen Jōetsu et 2 lignes classiques de la JR East.

## Situation ferroviaire
La gare est située au point kilométrique (PK) 213,8 de la ligne Shinkansen Jōetsu et au PK 157,3 de la ligne principale Shin'etsu.

## Histoire
La gare a été inaugurée le 16 juin 1898.

## Service des voyageurs

### Accueil
La gare dispose d'un bâtiment voyageurs, avec guichets, ouvert tous les jours.

### Desserte
- Ligne principale Shin'etsu :

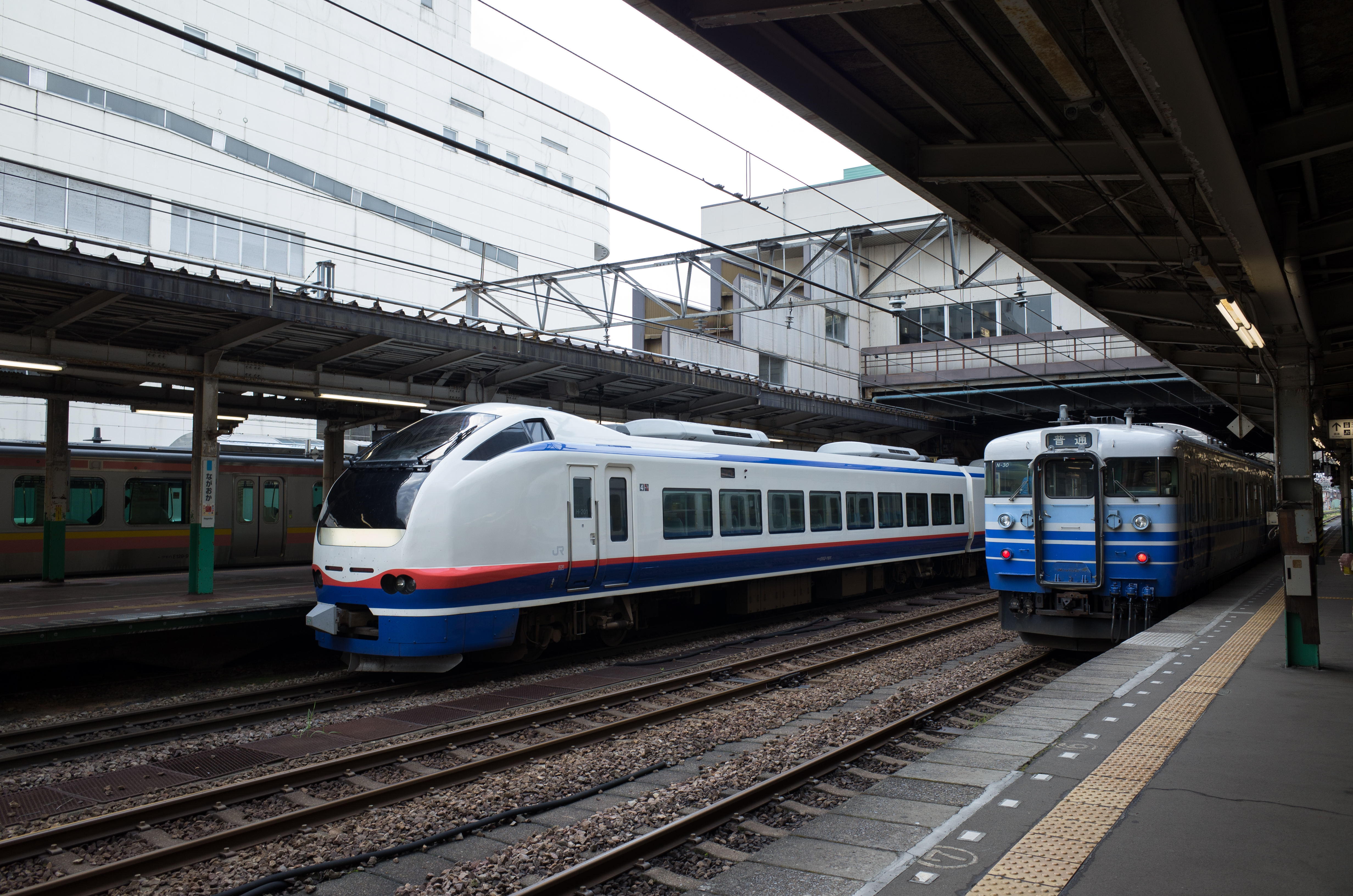
Vue des quais

  - voies 2, 3 et 5 : direction Niitsu et Niigata
  - voies 3 à 5 : direction Naoetsu
- Ligne Jōetsu :
  - voies 3 à 5 : direction Echigo-Yuzawa et Minakami
- Ligne Shinkansen Jōetsu :
  - voie 11 : direction Niigata
  - voie 12 : direction Tokyo